# Lupe Serrano
Lupe Serrano (eigentlich Guadalupe Martínez Desfassiaux Serrano; * 7. Dezember 1930 in Santiago de Chile; † 16. Januar 2023 in Syosset, New York, Vereinigte Staaten) war eine chilenische Balletttänzerin.
Die Tochter des aus Spanien stammenden Musikers Luis Martínez Serrano wuchs in Chile auf. 1943 kam sie mit ihrer Familie nach Mexiko und begann ihre Ausbildung beim Ballett von Mexiko-Stadt. 1948 nahm sie an einer Mittelamerikatournee der kubanischen Ballerina Alicia Alonso teil. Danach wurde sie Mitglied des Ballet Folklorico de Mexico. 1951 ging sie nach New York und wurde dort zunächst Mitglied des Ballet Russe de Monte Carlo.
Von 1953 bis 1971 war Serrano Primaballerina des American Ballet Theatre. Sie arbeitete hier mit Choreographen wie George Balanchine, William Dollar, Antony Tudor und Jerome Robbins zusammen und hatte Auftritte in der Sowjetunion, Griechenland, England und Venezuela. 1957 heiratete sie Kenneth Schermerhorn, den Dirigenten des Orchesters des American Ballet Theatre. 1962 trat sie im Fernsehen an der Seite von Rudolf Nurejew in dem Ballett Le Corsaire auf.
1971 beendete Serrano ihre Laufbahn als Tänzerin und wandte sich dem Ballettunterricht zu. Sie unterrichtete von 1971 bis 1973 in der National Academy of Arts in Illinois, danach bis 1984 an der Pennsylvania Ballet School. Daneben gab sie Meisterklassen beim San Francisco Ballet, dem Minnesota Dance Theatre, dem Cleveland Ballet, dem Washington Ballet, dem Cincinnati Ballet, dem Rome Opera Ballet und dem National Ballet of Mexico. 1988 wurde Serrano künstlerische Leiterin des Washington Ballet. Ab 1997 unterrichtete sie auch an der Juilliard School of Music.